# Isotoma anethifolia
Isotoma anethifolia là loài thực vật có hoa trong họ Hoa chuông. Loài này được Summerh. mô tả khoa học đầu tiên năm 1932.